# Gmina Møldrup
Gmina Møldrup (duń. Møldrup Kommune) – w latach 1970–2006 (włącznie) jedna z gmin w Danii w ówczesnym okręgu Vibirg Amt. 
Siedzibą władz gminy była miejscowość Møldrup. 
Gmina Møldrup została utworzona 1 kwietnia 1970 na mocy reformy podziału administracyjnego Danii. Po kolejnej reformie w 2007 r. weszła w skład nowej gminy Viborg.

## Dane liczbowe
- Liczba ludności: (♀ 3861 + ♂ 3809) = 7670
  - wiek 0-6: 9,0%
  - wiek 7-16: 15,1%
  - wiek 17-66: 60,9%
  - wiek 67+: 14,9%
- zagęszczenie ludności: 36,4 osób/km²
- bezrobocie: 3,7% osób w wieku 17-66 lat
- cudzoziemcy z UE, Skandynawii i USA: 116 na 10 000 osób
- cudzoziemcy z krajów Trzeciego Świata: 149 na 10 000 osób
- liczba szkół podstawowych: 5 (liczba klas: 60)